# Tim Easton

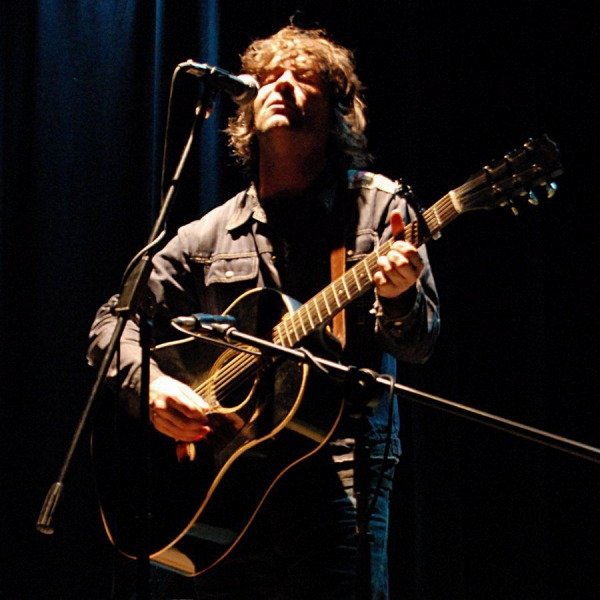
Tim Easton in Sa Congregació, sa Pobla, Spanje.

Tim Easton (Akron, Ohio, 25 april 1966) is een Amerikaans gitarist en singer-songwriter die zich vooral heeft toegelegd op het maken van (al dan niet rustige) rockmuziek en rock-'n-roll. Easton was voorman van de rockgroep The Haynes Boys. Hij staat onder contract bij het platenlabel New West Records en bracht 6 albums uit. Voor zijn tweede album, "The Truth About Us", kreeg Easton onder andere hulp van de countrygroep Wilco.
Easton begon zijn carrière in 1997. Hij laat zich in zijn muziek beïnvloeden door Bob Dylan. Easton staat regelmatig in het voorprogramma van John Hiatt.

## Discografie
- Special 20 – 1998
- The Truth About Us – 2001
- Break Your Mother's Heart – 2003
- Ammunition – 2006
- One for the Ditch - 2008
- Porcupine - 2009